# Elena Sedina
Elena Sédina (in russo Елена Седина?; in ucraino Оле́на Се́діна?, Oléna Sédina; Kiev, 1º giugno 1968) è una scacchista ucraina, sovietica fino al 1991, maestro internazionale e grande maestro femminile.
Dal 2001 rappresenta l'Italia nelle competizioni internazionali. Ha vinto due medaglie alle Olimpiadi degli scacchi, un oro e un bronzo, con la nazionale ucraina. È stata due volte campionessa ucraina e due volte campionessa italiana in campo femminile.

## Biografia
Parallelamente all'attività scacchistica ha sempre affiancato gli studi, laureandosi in Economia Politica all'Università di Kiev nel 1990. Ha conseguito anche un dottorato di ricerca sui metodi di allenamento per gli scacchi presso l'Istituto di Cultura Fisica di Kiev nel 1994.
Dal 1995 risiede in Italia, dove ha svolto un'intensa attività scacchistica. Tra i suoi successi le vittorie nel 2001 nell'open di San Martino di Castrozza e nel campionato magistrale svizzero open di Scuol, nel 2004 la vittoria ex aequo nell'open di Genova.
Ha raggiunto il massimo punteggio Elo nell'aprile 2003, con 2434 punti.(25ª al mondo in campo femminile e 1ª italiana)

## Carriera

### Giovanili e Juniores
Inizia molto presto a giocare a scacchi e a 11 anni diventa campionessa femminile della sua città natale.
A sedici anni vince il campionato femminile under-18 dell'Unione Sovietica e tre anni dopo diventa campionessa femminile dell'Ucraina, riconfermando il titolo due anni dopo.
Nel 1991 ottiene il titolo FIDE di Maestro internazionale femminile e nel 1996 il titolo di Grande Maestro femminile. Dal 1998 è anche Maestro Internazionale assoluto.

### Individuali
Nel 2006 partecipa al campionato europeo femminile di Kusadasi in Turchia, qualificandosi per la fase finale del 30º Campionato del mondo femminile 2008 di Nal'čik (Russia). Dopo aver superato al primo turno la statunitense Irina Krush per 2-0 e al secondo turno la vietnamita Nguyen Than An per 3-1, al terzo turno viene superata al tie-break dalla cinese Hou Yifan (al primo posto nella graduatoria Elo mondiale femminile).
Nel gennaio 2005 ha vinto con 8,5 /11 l'Australian Open a Mount Buller in Australia, prima donna a conquistare il titolo di Australian Open Champion.
Nel 2007 vince la medaglia di bronzo nel 5º Campionato del Mediterraneo di Susa in Tunisia e nel 2009 la medaglia d'argento nel 6º Campionato del Mediterraneo di Adalia in Turchia.
Nel dicembre 2019 a Padova ha vinto per la prima volta il Campionato italiano femminile, successo ripetuto nell'edizione 2021 di Chianciano Terme.

### Nazionale
Con la squadra dell'Ucraina partecipa a quattro olimpiadi dal 1994 al 2000, alle Olimpiadi di Mosca 1994 ha vinto la medaglia d'oro individuale in quarta scacchiera, nelle Olimpiadi di Yerevan 1996 vince la medaglia di bronzo individuale in terza scacchiera. Con l'Italia ha partecipato a sette olimpiadi (nel 2004, 2006, 2008, 2010, 2012, 2014 e 2018). In totale, tra Ucraina e Italia ha vinto 47 partite, pareggiate 44 e perse 19.
Nel maggio 2008 ottiene un prestigioso risultato vincendo la medaglia d'oro nella Mitropa Cup femminile di Olbia e nel novembre dello stesso anno gioca in 1ª scacchiera alle Olimpiadi di Dresda, ottenendo il 12º posto assoluto della squadra italiana, miglior risultato di sempre per l'Italia nelle olimpiadi femminili.

### Club
Ha giocato in diversi campionati nazionali a squadre: in Germania con la OSG Baden-Baden, in Svizzera con il Mendrisio, in Francia con il Clichy-Echecs-92, in Inghilterra con il Wood Green 1.